# Vallromanes
Vallromanes é um município da Espanha, na comarca do Vallès Oriental, província de Barcelona, comunidade autónoma da Catalunha. Tem 10,7 km² de área e em 2021 tinha 2 594 habitantes (densidade: 242,4 hab./km²).